# Hermes (armement)

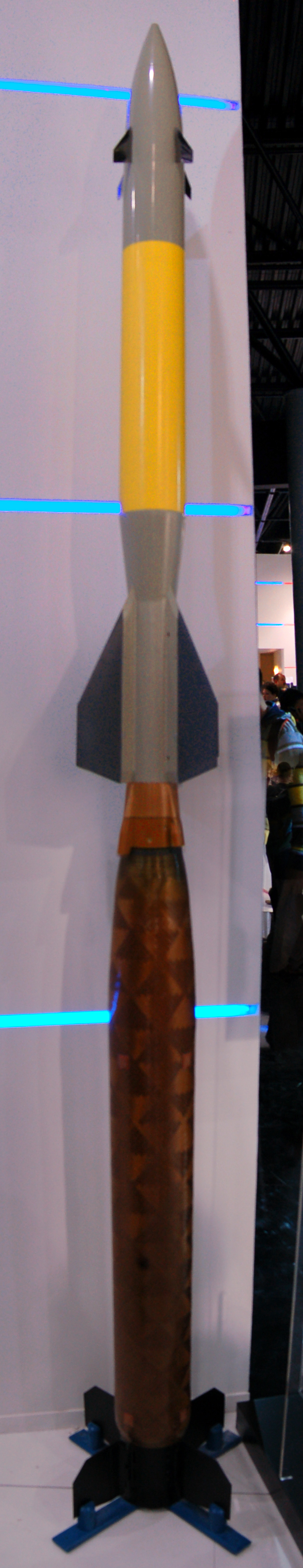

Hermes est un système russe de missiles polyvalents, encore à l'état de prototype. Il est conçu pour éliminer des objectifs de surface mobiles et statiques, tels que des chars, ponts et bunkers mais peut également être tiré sur des navires de surface et des aéronefs. Le système se décline en trois versions:
1. Hermes, système de base utilisé par des véhicules terrestres.
2. Hermes-A, système monté sur aéronefs.
3. Hermes-K, système naval.

Il est conçu par le KBP à Tula, connu pour ses systèmes d'armes (Pantsir S-1, Tunguska, BMD).

## Conception
Les trois versions sont sensiblement les mêmes, elles ne diffèrent pratiquement que par leur portée. La version terrestre bénéficie d'une portée de 100 km, ce qui est largement suffisant pour garantir une certaine distance de sécurité au véhicule lanceur. La version aérienne, elle, possède une portée de 15 à 20 km nécessaire pour détruire une cible de type Crotale dotée d'une portée d'environ 13 km à bonne distance. On le voit, l'accent a été mis sur l'intelligence du missile, sa capacité à frapper de manière quasi imparable et la survivabilité du véhicule de tir.

## Guidage
Le guidage se fait par inertie pendant la phase de début et moyenne du vol. Durant la phase finale, le missile se guide lui-même par laser. L'illumination de la cible ne se fait que durant quelques secondes, ce qui permet de diminuer les possibilités de le contrer. De plus, le missile choisit la trajectoire optimale à adopter pour détruire la cible le plus efficacement possible (par le haut dans le cas d'un blindé).